# Johann Peter Stein

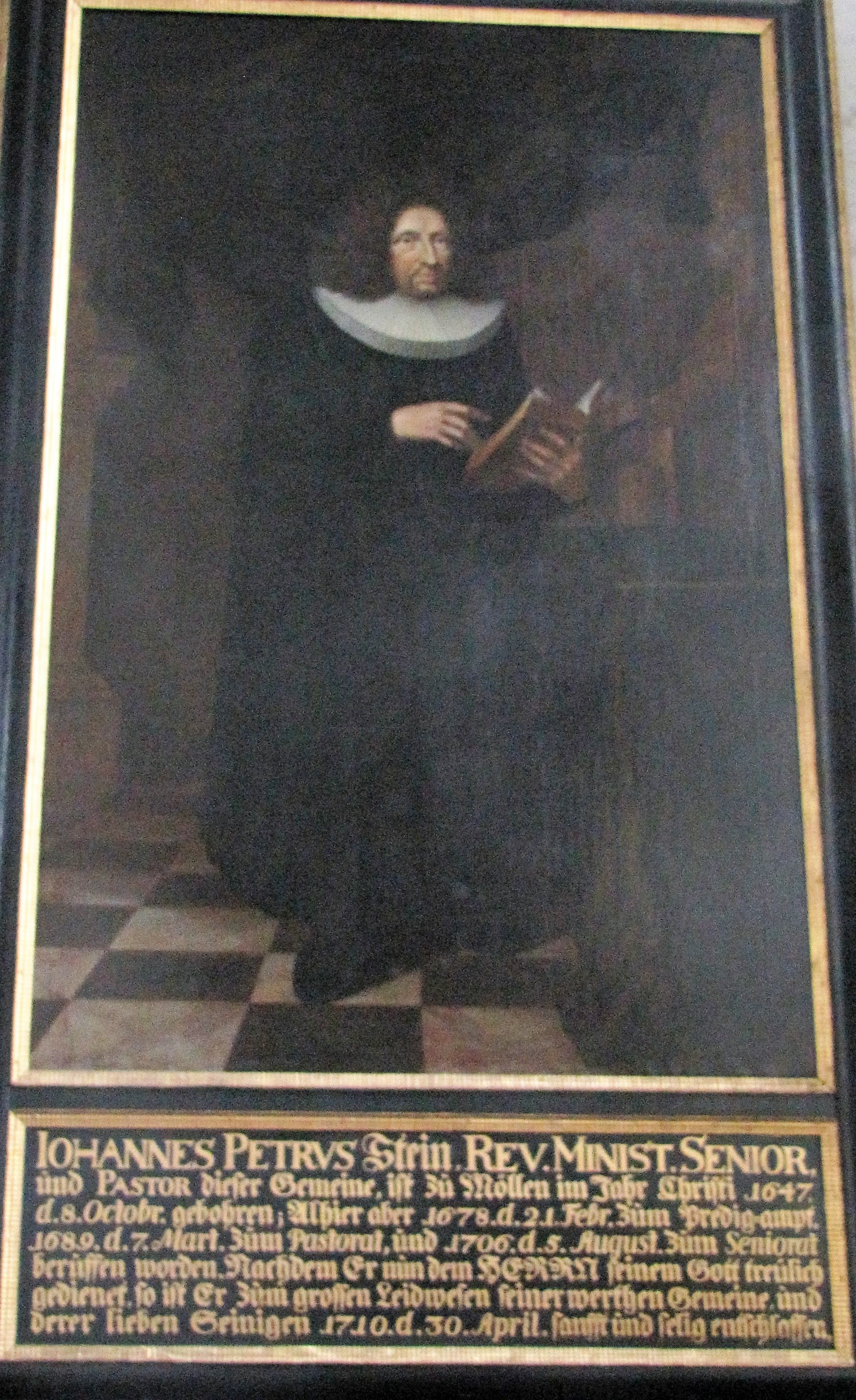
Johann Peter Stein, Gedenkgemälde in der Aegidienkirche

Johann Peter Stein (* 8. Oktober 1647 in Mölln; † 30. April 1710 in Lübeck) war ein deutscher evangelisch-lutherischer Geistlicher, Hauptpastor der Lübecker Aegidienkirche und Senior des Geistlichen Ministeriums.

## Leben
Johann Peter Stein war ein Sohn des Pastors von St. Nicolai (Mölln) und später an St. Jakobi in Lübeck Lucas Stein (1616–1671) und Enkel des Lübecker Pastors Johann Stein (1585–1637). Er besuchte das Katharineum zu Lübeck; schon als Schüler hielt er zwei lateinische Reden und studierte ab 1665 an den Universitäten Rostock, Jena, Kiel, Wittenberg und Königsberg. 1670 verfasste er in Königsberg eine Trauerschrift für den verstorbenen Sohn Johann Rölings. Anschließend unternahm er eine Grand Tour. Am 21. Februar 1678 erhielt er die Berufung zum Prediger der Lübecker Aegidienkirche. 1680 rückte er zum Archidiaconus auf, und 1689 wurde er (Haupt)Pastor der Aegidienkirche. Nach dem Tod von Georg Ritter wurde er am 5. August 1706 zum Senior des Lübecker Geistlichen Ministeriums gewählt.
Er hatte einen gleichnamigen Sohn, der 1711 Prediger an der Jakobikirche wurde.
An Johann Peter Stein erinnert ein ganzfiguriges Pastorenbild in der Aegidienkirche. Es hing zunächst an der Ostseite des vierten Süderpfeilers, dann an der Turmwand und seit einer 1892 durch Johannes Nöhring vorgenommenen Wiederherstellung an der Ostwand der Woltersen-Kapelle.

## Schriften
- Trauer-Gedancken Bey Beerdigung Des Edlen ... Johann Rölings/ Auff der Weltberühmten Universität Königsberg wohlverdienten Professoris Publici ... Und der ... Marien gebohrnen Wegnerin/ Hertzliebsten Söhnchens Fabian Gottlieb/ Im Jahr Christi 1670. den 16. Novembr: Zu bezeugung schuldigster Observantz und Mitleidens entdecket von Johann: Petr: Stein/ Lubec. SS. Theol. Studioso. Königsberg: Reusner 1670